# The View (groupe)
Pour l’article homonyme, voir The View (émission de télévision).
The View est un groupe de rock indépendant britannique, originaire de Dundee, en Écosse. Ils commencent à monter sur scène début 2005, faisant les premières partie de groupes tels que Babyshambles, Primal Scream et The Undertones. Initialement, ce groupe commence à jouer dans un petit pub pas très loin de chez eux, The Bayview (dont ils se sont inspirés pour le nom de leur groupe). Peu de temps plus tard, ils changent d'endroit pour aller à The Doghouse, un lieu respecté de la musique, au centre du district de Dundee où ils se sont réellement fait connaître par les managers et les fans.

## Biographie

### Formation et débuts (2005–2006)
The View se forme initialement comme cover band à l'école, jouant ses propres versions de groupes tels que Squeeze et les Sex Pistols. Le chanteur Kyle Falconer, le guitariste Peter Reilly, le bassiste Kieren Webster et le batteur original Michael Annable ont tous étudié au St John's RC High School. Ils commencent à participer et jouer à divers concours de talents écoliers. Ils participent quatre fois mais n'en ressortent que deux fois vainqueurs. Plus tard, ils réussissent à établir leur base et à répéter dans une arrière salle du Bayview Pub, un bar dirigé par le cousin de Falconer. Ils jouent ensuite à des événements et mariages dans la banlieue de Dundee, comme le Centenary Bar de Central Dundee et dans un parc à caravanes à Arbroath. Le groupe est plus tard éjecté de sa base au Bayview, après que Kyle Falconer ait roulé en scooter le long du bar,.
Le groupe continue les petites tournées et, après un concert au Doghouse, signe au label indépendant local Two Thumbs, auprès duquel il publie l'EP The View EP au début de 2006. Avec l'EP, le groupe termine un album démo aux studios T-Pot de Perthshire.
À cette période, le groupe attire l'attention des présentateurs de la BBC Radio 1 Zane Lowe, Edith Bowman et Jo Whiley, celui de la BBC Radio 2 Dermot O'Leary qui les diffusera neuf fois avant que l'album se classe premier. La performance scénique de Wasted Little DJs (qui sera plus tard le premier single) est incluse dans le show du 8 février 2006 présenté par Zane, avec The Kooks et Be Your Own Pet. Peu après, les morceaux de l'EP commencent à être joués sur la Radio 1 et sur d'autres chaînes de radio nationales. Jim Gellatly du Xfm Scotland, en particulier, se consacrera à eux sur sa nouvelle émission radio, X-Posure Scotland. Une session acoustique live est enregistrée et diffusée le 3 mai 2006.

### Hats Off to the Buskers(2006–2008)
À la mi-2006, ils enregistrent leur premier album avec Owen Morris qui a produit des albums pour Oasis et The Verve. Pendant la production de l'album, le bassiste Kieren Webster atteint la sixième place du NME Cool List 2006 Top 50. Intitulé Hats Off to the Buskers, l'album est publié le 22 janvier 2007 et entre à la première place des charts britanniques le 28 janvier. Après la sortie de l'album, le groupe prend part à la NME Awards Tour 2007, avec notamment The Automatic, The Horrors et Mumm-Ra, et Wasted Little DJs est voté meilleur morceau de l'année aux NME Awards 2007.
The View annonce sa tournée Rocket to Russia durant laquelle ils visitent des pays d'Europe comme les Pays-Bas, l'Allemagne, et aussi la Russie.
En tournée, The View jouent avec Underground Heroes au Tap'n'Tin de Chatham. En 2007, le groupe joue en Australie le morceau Same Jeans au talk show Rove Live.
Issu de l'album, leur premier single, Wasted Little DJs, est publié le 7 août 2006. Le single est dédié à deux coiffeuses blondes originaires de Dundee qui se surnomment « wasted little DJs ». Le premier single entre l'UK top 75 à la 73e place. Quatre semaines avant sa sortie, le 9 juillet 2006, le single atteint la 9e place des UK MTV/NME Video Charts et devient premier le 13 août 2006. Le single devient morceau de la semaine à l'émission Colin and Edith sur la BBC Radio 1. Same Jeans, le troisième single issu de l'album, est publié le 15 janvier 2007. Il est le mieux classé en date (3e de l'UK Singles Chart).
Au début de 2006, le groupe signe au label 1965 Records de James Endeacott. Une version live rare de Screamin' n Shoutin', enregistrée à l'Université d'Abertay Dundee, accompagne la couverture CD NME/1965 Records. Le groupe annonce une tournée nationale courant avril 2007. En août, ils jouent en tête d'affiche du NME/Radio 1 au festival Carling: Reading and Leeds.

### Which Bitch?(2009–2011)
The View jouent au Reading and Leeds Festival en août et à l'Isle of Wight Festival le 12 juin 2009. Le groupe publie son deuxième album, Which Bitch? le lundi 2 février 2009. The View tournent au début de mars 2010, visitant Glasgow, Liverpool, Manchester et Édimbourg. La tournée comprend plusieurs morceaux issus de leur nouvel album. Kyle Falconer jouera aussi un concert solo de charité à Liverpool le 27 février. Le 23 février 2010, le groupe est annoncé au T in the Park.

### Bread and Circuses(2011–2012)
Leur troisième album semblerait s'être fini en avril 2010. The View a depuis annulé une performance au Delamere Forest à cause d'enregistrements non terminés. Lors d'un entretien avec le journal écossais The Daily Record, le bassiste Kieren Webster explique que l'album est produit par Martin Glover (Youth), qui a notamment travaillé pour The Verve et Primal Scream. Ils produisent Sunday, un morceau issu de leur album, publié en téléchargement gratuit le 1er novembre sur leur site web. Le 17 décembre 2010, The View révèlent le titre de l'album : The Best Lasts Forever, et sa date de sortie pour le 14 mars 2011 ; cependant, le 13 janvier 2011, ils annoncent un changement de titre pour celui de Bread and Circuses. Ils annoncent aussi la sortie du premier de l'album le 6 mars, sous le titre de Grace.

### Cheeky for a Reason(2012–2013)
Lors d'une entretien avec le NME après le T in the Park 2011, Kyle Falconer déclare que le groupe a écrit de nouveaux morceaux pour un autre album. En automne 2011, ils annoncent enregistrer des démos aux studios T-Pot. Sur le style de l'album, Kyle Falconer affirme que « c'est du Fleetwood Mac's Rumours fait par The Clash. » Le morceau Hold On Now est publié gratuitement pendant une période limitée le 12 mai 2012.

### Seven Year Setlist(2013–2015)
Le 10 avril 2013, The View annoncent la sortie d'une compilation intitulée Seven Year Setlist. L'album est annoncé aux alentours de septembre. Il comprend trois morceaux inédits : Kill Kyle, Dirty Magazine, et Standard,. The View sont annoncés en tournée en soutien à la compilation, jouant quelques performances au Propaganda Indie Club, un concert privé au King Tut's Wah Wah Hut, et jouent avec The Stone Roses à leur concert Glasgow Green le 15 juin 2013.

### Ropewalk(depuis 2015)
Le cinquième album des View est produit par Albert Hammond Jr. et intitulé Ropewalk d'après le district Reeperbahn de Hambourg d'où il a été enregistré. L'album est annoncé pour le 8 juin 2015, suivi par une tournée britannique en mars et avril 2015. Cependant, le 13 mai 2015, leur album est repoussé pour le 15 septembre 2015, Kyle se faisant soigner contre une infection. La sortie se fera finalement le 4 septembre 2015.
En février 2017, le groupe célèbre sa dixième année d'existence en jouant six dates au King Tut's Wah Wah Hut de Glasgow. Les billets des six concerts se sont vendus en 20 minutes.

## Membres
- Kyle Falconer - chant, guitare
- Kieren Webster - basse, chœurs
- Peter Reilly - guitare

## Anciens Membres
- Steven Morrison - percussions, batterie (2007-2017)

## Discographie

### Albums studio
- 2007 : Hats Off to the Buskers (22 janvier) (numéro 1 des charts au Royaume-Uni)
- 2009 : Which Bitch?
- 2011 : Bread And Circuses
- 2012 : Cheeky for a Reason
- 2015 : Ropewalk
- 2023 : Exorcism of Youth

### Compilations et Albums publics
- 2013 : Seven Year Setlist

### Singles
| Year | Single                | Meilleure position | Album                   |
| Year | Single                | UK                 | Album                   |
| ---- | --------------------- | ------------------ | ----------------------- |
| 2006 | Wasted Little DJs     | 15                 | Hats Off to the Buskers |
| 2006 | Superstar Tradesman   | 15                 | Hats Off to the Buskers |
| 2007 | Same Jeans            | 3                  | Hats Off to the Buskers |
| 2007 | The Don / Skag Trendy | 33                 | Hats Off to the Buskers |
| 2007 | Face for the Radio    | 69                 | Hats Off to the Buskers |
| 2008 | 5Rebbeccas            | 57                 | Which Bitch?            |
| 2009 | Shock Horror          | 64                 | Which Bitch?            |
| 2009 | Temptation Dice       | –                  | Which Bitch?            |
| 2010 | "Sunday"              | –                  | Bread and Circuses      |
| 2011 | Grace                 | 123                | Bread and Circuses      |
| 2012 | How Long              | -                  | Cheeky for a Reason     |
| 2012 | The Clock             | -                  | Cheeky for a Reason     |

### EP
- 2006 : The View